# Colle Prenestino
Colle Prenestino è una frazione di Roma Capitale, situata nelle zone Z. IX Acqua Vergine e Z. XIII Torre Angela, nel territorio del Municipio Roma VI (ex Municipio Roma VIII).
Sorge a cavallo della via Prenestina, a circa 800 metri esternamente al Grande Raccordo Anulare, poco oltre l'incrocio con via dell'Acqua Vergine a nord e via di Torrenova a sud e, insieme alla vicina frazione di Colle Monfortani, fa parte della Zona "O" 15+16 Colle Mentuccia..

## Storia
Si forma negli anni sessanta-settanta come borgata spontanea, inizialmente come zona agro-industriale, poi come zona abitata.

È situata su di un colle, nel mezzo dei vasti terreni agricoli prenestini e di secolare proprietà della famiglia Vaselli.

Il suo primo nome fu "Colle Mentuccia", per l'allora abbondante presenza della mentuccia, un'erba aromatica. Tale nome sarà poi ripreso in maniera ufficiale dal comune per definire la Zona O che lo comprende.
Con il piano regolatore generale, la borgata crebbe demograficamente in maniera vertiginosa, abusivamente, con un'edilizia disordinata ai lati della via Prenestina, che taglia in due la frazione tra Acqua Vergine a nord e Torre Angela a sud.

## Monumenti e luoghi d'interesse

### Architetture religiose
- Chiesa di San Patrizio, su via Acciaroli. Chiesa del XXI secolo. 41.89506°N 12.629038°E

### Siti archeologici
In zona sono presenti le sorgenti da cui l'acquedotto dell'Acqua Vergine (anno 19 a.C.) raccoglie le acque utilizzate per rifornire quattro importanti fontane di Roma: la fontana della Barcaccia, la fontana di Trevi, la fontana dei Quattro Fiumi e la fontana del Nicchione.
Dagli scavi, iniziati nel 2003, per la costruzione della chiesa di San Patrizio, sono state portate alla luce alcune tombe etrusche, attualmente site sotto il basamento della chiesa e visibili da un'apertura vetrata posta sul pavimento a destra all'entrata.

Una villa romana, ancora interrata, si trova vicino al comprensorio scolastico intitolato dal 2002 alla giornalista Maria Grazia Cutuli.

## Scuole
- Istituto Comprensivo "Maria Grazia Cutuli", su via Melizzano. 41.889686°N 12.633254°E

## Odonimia
Tranne via Pedica di Tor Angela, le strade di Colle Prenestino sono tutte dedicate a comuni campani.